# Greenidea mangiferae
Greenidea mangiferae är en insektsart som beskrevs av Takahashi, R. 1925. Greenidea mangiferae ingår i släktet Greenidea och familjen långrörsbladlöss. Inga underarter finns listade i Catalogue of Life.